# Barbaraweizen

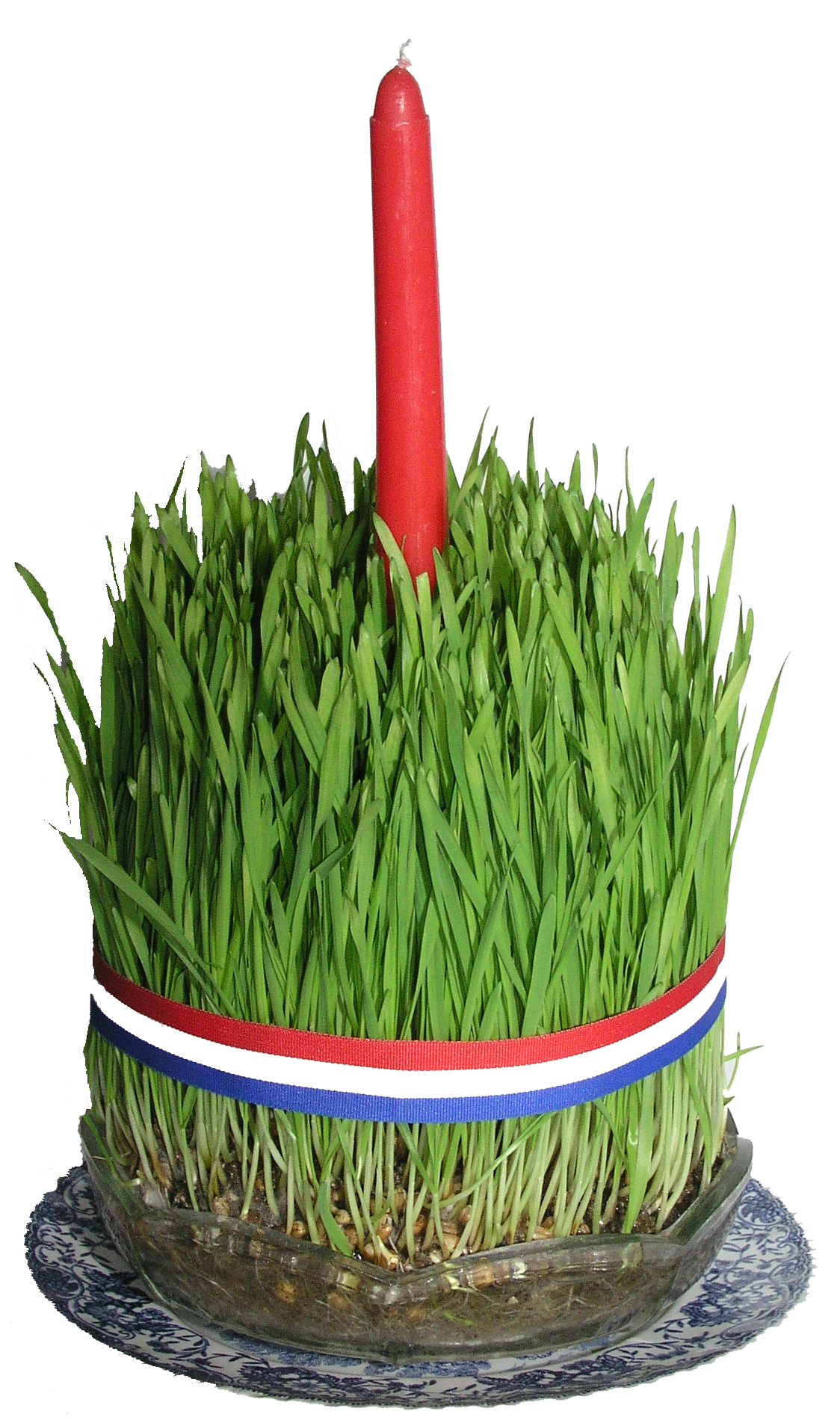
Nach kroatischer Art dekorierter Weihnachtsweizen (Božićna pšenica) mit einem Band in den Nationalfarben und einer Kerze als Christussymbol. Teilweise werden auch drei Kerzen als Dreifaltigkeitssymbol verwendet.

Barbaraweizen bzw. Lucia- oder Luzienweizen, auch Weihnachtsweizen (kroatisch Božićna pšenica) oder Weihnachtsgetreide, wird ein adventlicher Brauch bezeichnet, bei dem zumeist am Barbaratag (4. Dezember) oder Luciatag (13. Dezember) eine Tellersaat aus Getreide angelegt wird. Diese meist aus Weizen oder Gerste aufkeimende Saat ist eine der Ursprünge des Weihnachtsbaums und als Brauch heute noch bei Katholiken vor allem in Österreich, Ungarn, Slowenien, Kroatien und Südfrankreich verbreitet. In Deutschland war er vor allem bei der früher überwiegend katholischen Bevölkerung des Rheinlands verbreitet. Dieser Brauch der im Winter keimenden Frucht versinnbildlicht die hohe Bedeutung des Getreides als Brotfrucht und steht in der christlichen Symbolik für Jesus Christus selbst. Daneben dient das Gedeihen Wachstum der Saat als Orakel über den Ertrag der Feldfrüchte und den Verlauf des kommenden Jahres.

## Brauch
Der Aussaattermin ist bedeutend, denn wächst durch die warmen klimatischen Bedingungen das Getreide zu schnell, hat es zu Weihnachten keine Kraft mehr. Wächst es zu langsam, ist die Saat bis Weihnachten nicht ausreichend aufgegangen. Als Aussaattermin wird daher je nach Klima des Aussaatplatzes entweder der Barbara- oder der Luciatag gewählt. So werden am 4. Dezember dem Gedenktag der heiligen Barbara oder am 13. Dezember dem Gedenktag der heiligen Lucia die Getreidekörner auf einen flachen Teller, in eine Schale oder ein ähnliches Gefäß gestreut. Auch kann Watte oder Erde als Untergrund dienen. Man begießt das Ganze mit Wasser, stellt es an einen windgeschützten, warmen Ort und hält es feucht. Bis Weihnachten soll die Saat aufgegangen sein und einen dichten grünen Busch bilden. Am Heiligen Abend wird die Tellersaat als Hinweis auf Jesus Christus oder die Dreifaltigkeit mit einer Kerze bzw. drei Kerzen versehen und auf den Esstisch gestellt. In Kroatien findet traditionell das Festessen am Heiligen Abend erst nach der Mitternachtsmesse statt. Bevor man isst, wird gebetet und es werden manchmal auch Weihnachtslieder gesungen. Nach dem Gebet wird die eine Kerze bzw. werden die drei brennenden Kerzen mit Brot gelöscht, das zuvor in Wein getaucht wurde.

## Ursprung
Vermutlich liegt der Ursprung des Brauches im antiken Kult um den Gott Adonis, in der griechischen Mythologie der Gott der Schönheit und Vegetation. Der Brauch der Tellersaat scheint in der ganzen Mittelmeerregion, einschließlich Alt-Ägypten und dem Vorderen Orient nachgewiesen. In Tonscherben oder -tellern angelegte kultische „Adonisgärtlein“ standen für das ewige Werden und Vergehen und beschworen damit die Unsterblichkeit des gemeuchelten Adonis. Um den weit verbreiteten Adoniskult zu bekämpfen, ersetzte die christliche Kirche vermutlich die Person des Adonis durch Johannes den Täufer und behielt dabei äußere Bräuche bei. So sind direkte Gegenstücke des weihnachtlichen Barbara- bzw. Luciaweizen, die zur Sommersonnenwende am Johannesfest in Umzügen auf Sardinien herumgetragenen „Nenneri“. Aus der Mittelmeerregion verbreitete sich der Brauch der Tellersaat bis nach Mitteleuropa und findet sich auch im weihnachtlichen Brauch.